# Michal Bařinka
Michal Bařinka (* 20. října 1989 Chomutov[zdroj?]) je český historik, spisovatel, popularizátor poutnictví a poutních míst v České republice.

## Život
Vystudoval Filozofickou fakultu Masarykovy univerzity v Brně, obor Historie se specializací na církevní dějiny. Zabývá se dějinami křesťanství, se specializací na poutní místa. V letech 2018 až 2023 navštívil a zdokumentoval 200 poutních míst České republiky. Za účelem popularizace poutních míst založil projekt Poutní místa Česka. O poutních místech píše články do popularizačních časopisů, vystupuje na besedách a přednáškách.
V letech 2018–2022 působil jako šéfredaktor časopisu Turista, měsíčníku Klubu českých turistů.

## Publikace
- BAŘINKA, Michal. Poutní místa Česka. 1. díl: Karlovarský kraj, Ústecký kraj, Liberecký kraj, Královéhradecký kraj, Středočeský kraj, Hlavní město Praha. 1. vyd. Svinaře: vlastním nákladem, 2023. 285 s. ISBN 978-80-11-04269-1.
- BAŘINKA, Michal. Poutní místa Česka. 2. díl: Plzeňský kraj, Jihočeský kraj, Kraj Vysočina, Pardubický kraj. 1. vyd. Svinaře: vlastním nákladem, 2024. 272 s. ISBN 978-80-11-05088-7.